# Comuna de Kozielice
Kozielice (polaco: Gmina Kozielice) é uma gminy (comuna) na Polónia, na voivodia de Pomerânia Ocidental e no condado de Pyrzycki.
De acordo com os censos de 2005, a comuna tem 2.618 habitantes, com uma densidade 27,7 hab/km².

## Área
Estende-se por uma área de 94,51 km².

## Demografia
Dados de 30 de Junho 2004:
|                      | Total   | Total | Mulheres | Mulheres | Homens  | Homens |
| -------------------- | ------- | ----- | -------- | -------- | ------- | ------ |
|                      | pessoas | %     | pessoas  | %        | pessoas | %      |
| População            | 2618    | 100   | 1299     | 49,6     | 1319    | 50,4   |
| Densidade (pop./km²) | 27,7    | 100   | 13,7     | 13,7     | 14      | 14     |

De acordo com dados de 2002, o rendimento médio per capita ascendia a 1539,54 zł.